# Girona FC
Girona Futbol Club, S.A.D. je španjolski nogometni klub iz Girone. U sezoni 2023./24. se natječe se u La Ligi, u prvom razredu španjolskog nogometa.
Osnovani su 23. srpnja 1930. godine, a 1935./36. prvi put igraju u Segunda División. Prvi put su se plasirali u La Ligu u sezoni 2016./17. nakon što su završili drugoplasirani iza Levantea. Domaće utakmice igraju na Estadi Montilivi, koje može primiti 14.624 gledatelja. Girona ima i svoju žensku ekipu.

## Vanjske poveznice
- Službene stranice